# واینتون روفر
واینتون روفر (انگلیسی: Wynton Rufer؛ زادهٔ ۲۹ دسامبر ۱۹۶۲) یک بازیکن فوتبال اهل نیوزیلند است.

## باشگاهی
از باشگاه‌هایی که در آن بازی کرده‌است می‌توان به وردر برمن، جف یونایتد ایچیهارا چیبا، گراس‌هاپر زوریخ، کایزرسلاوترن، نوریچ سیتی و زوریخاشاره کرد.

## تیم ملی
وی همچنین در تیم ملی فوتبال نیوزیلند بازی کرده‌است.